# Вогези (департамент)
Вогези (фр. Vosges) — департамент на сході Франції, один з департаментів регіону Гранд-Ест.
Порядковий номер 88. Адміністративний центр — Епіналь. Населення 381 тис. чоловік (60-е місце серед департаментів, дані 1999 р.).

## Історія
Вогези — один з перших 83 департаментів, утворених під час Французької революції в березні 1790 р. Виник на території колишньої провінції Лотарингія. Назва походить від гірської системи Вогези.
Жанна д'Арк народилась в селі Домремі, Барське герцогство в 1412.
У 1794 р. в цьому регіоні відбулася велика битва між військами революційної Франції і армією коаліції німецьких держав.
У 1793 і 1795 р. до початкової території департаменту були приєднані сусідні землі князівства Сальм і провінції Шмірек відповідно. Після франко-пруської війни 1870—1871 р. близько 4 % території департаменту відійшло до Німеччини.

## Географія
Площа території 5 874 км².
Через департамент, розташований в гірській системі Вогезів протікає річка Сона.
Департамент включає 3 округи, 31 кантон і 515 комун.